# IC 2872
IC 2872 је емисиона маглина у сазвјежђу Кентаур која се налази на листи објеката дубоког неба у Индекс каталогу.
Деклинација објекта је - 62° 59' 0" а ректасцензија 11h 28m 16,0s. IC 2872 је још познат и под ознакама ESO 94-EN1.